# 諾貝爾和平中心
諾貝爾和平中心（英語：Nobel Peace Center）是位於挪威首都奧斯陸的一座建築，也是諾貝爾和平獎的頒獎場所。諾貝爾和平中心由諾貝爾基金會運營。和平中心的建築的歷史可以追溯自1872年，在歷史上曾是一座火車站，直到1989年。

## 外部連結
- Official website（页面存档备份，存于）

59°54′41.34″N 10°43′49.73″E / 59.9114833°N 10.7304806°E